# Ouratea lessonii
Ouratea lessonii är en tvåhjärtbladig växtart som beskrevs av Van Tiegh.. Ouratea lessonii ingår i släktet Ouratea och familjen Ochnaceae. Inga underarter finns listade i Catalogue of Life.